# Boris Grigorievitch Ioussoupov
Boris Grigorievitch Ioussoupov (en russe : Борис Григорьевич Юсупов) (1695-1759) est un prince et un homme politique russe.
Issu d'une famille noble russe descendant de khans du Xe siècle, il a été sénateur, gouverneur général de Moscou et de Saint-Petersbourg.

## Biographie

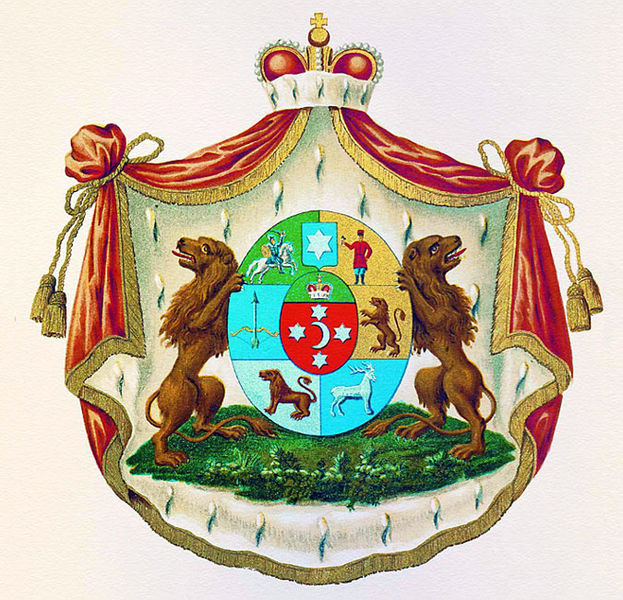

Fils du prince Grigori Dimitrievitch Ioussoupov (1676-1730), ministre de la Guerre et ami de Pierre Ier de Russie) et d'Anna Nikitchna Akinfova (fille de l'okolnitchy (noble situé à un rang inférieur d'un boyard) Nikita Ivanovitch Akinfov).
À l'âge de vingt ans, Boris Grigorievitch Ioussoupov fut envoyé dans la marine française afin d'y poursuivre ses études. En 1730, le prince devint chambellan, en 1738, nommé gouverneur général de Moscou, sénateur du 18 juin 1695 au 3 mars 1759. Sous le règne d'Élisabeth Ire de Russie, il fut nommé à la tête des écoles impériales de Russie, gouverneur de Saint-Pétersbourg en 1749.
Il est l'arrière-arrière grand-père du prince Felix Felixovitch Ioussoupov.

### Mariage et descendance
Le prince Boris Grigorievitch Ioussoupov épousa Irina Mikhaïlovna Zinovieva (1718-1788), fille de Mikhaïl Petrovitch Zinoviev.
Cinq enfants sont nés de cette union :
- Princesse Evdokia Borissovna Ioussoupova (1743-1780), elle épousa en 1774 Peter von Biron (1724-1800), duc de Courlande, s'en sépara en 1776 et obtint le divorce en 1778
- Princesse Alexandra Borissovna Ioussoupova (1744-1791), elle épousa Ivan Mikhaïlovitch Izmaïlov (1724-1787)
- Princesse Elisaveta Borissovna Ioussoupova (1745-1770), en 1764, elle épousa le prince Andreï Mikhaïlovitch Galitzine (1729-1770)
- Princesse Anna Borissovna Ioussoupova (1749-1772), en 1771 elle épousa Alexandre Iakovlevitch Protasov (1742-1799)
- Prince Nikolaï Borissovitch Ioussoupov (1751-1831), en 1793, il épousa Tatiana Vassilievna von Engelhart (1769-1841), l'une des nièces du prince Grigori Potemkine.